# Nikolaushöhle
Die Nikolaushöhle ist eine Karsthöhle mit steinzeitlichen Funden auf dem Gemeindegebiet von Veringenstadt im baden-württembergischen Landkreis Sigmaringen in Deutschland.
Das Laucherttal im Bereich von Veringenstadt ist – neben dem Raum Bad Urach und den Tälern von Ach, Blau und Lone – eines der wichtigsten Höhlengebiete auf der Schwäbischen Alb. Das gilt sowohl für die Anzahl der Höhlen, deren Bedeutung für die frühgeschichtliche Forschung sowie für die Erforschung der Erdgeschichte.

## Name der Höhle
Die Nikolaushöhle erhielt ihren Namen, da es in alten Zeiten Brauch war, dass sich am Sonntag vor dem Nikolaustag (6. Dezember) die Jugend von Veringenstadt in dieser Höhle um ein Feuer versammelte.
Weitere Schreibweisen und Namensnennungen waren auch Nicolaushöhle, Niklashöhle, Klosenhöhle, St. Klosloch, Bärenhöhle oder Belsenhöhle (falsche Lesart einer handschriftlichen Notiz von 1862 =  Felsenhöhle).

## Lage
Die einstige Wohnhöhle befindet sich auf der Schwäbischen Alb, südlich der Altstadt von Veringenstadt, am oberen nördlichen Prallhang links der Lauchert auf einer Höhe von 657 m ü. NN. Der enge S-förmige Flussdurchbruch liegt in der tektonischen Vergitterungszone von herzynisch streichendem Hohenzollerngraben und rheinisch streichendem Lauchertgraben. Durch tektonischen Stress haben sich Klüfte gebildet, die sich zu zahlreichen Höhlen geweitet haben. Um Veringenstadt sind in den Felsen des Weißen Jura ζ1 (Liegende Bankkalke: Kimmeridgium, ki4) 34 Höhlen bekannt.
Von der unteren Brücke der Altstadt aus geht ein Weg (An der Lohmühle) links der Lauchert entlang nach Osten. Nach rund 300 Metern führt ein ausgeschilderter Fußweg steil nach oben zum Höhleneingang, der frei zugänglich ist. In der Höhle befindet sich eine Informationstafel.
Das Geotop Nikolaushöhle ist seit 1971 als kulturgeschichtlich wertvolles flächenhaftes Naturdenkmal ND 84371140003 im Naturraum Mittlere Flächenalb ausgewiesen. Als archäologischer Fundplatz ist es ein Bodendenkmal.
Von der Höhle aus lohnt sich ein kurzer Anstieg auf den Höhenrücken des Höhlendaches. Hier steht eine alte, stark verzwieselte Kleebuche, die als Naturdenkmal ausgewiesen ist. Durch den felsigen Standort hat die Buche schwierige Wuchsbedingungen und entwickelte so ihre spezielle niederwüchsige, gewundene Form. Von hier aus bietet sich ein herrlicher Blick auf die von der Lauchert umschlungene, malerische Altstadt von Veringenstadt mit der Burg Veringen, der Peterskapelle, der St. Nikolaus-Kirche, der alten Stadtmauer und der Göpfelsteinhöhle.

## Beschreibung
Der große Höhleneingang ist nach Nordwesten ausgerichtet. Die Höhle ist rund 30 Meter lang und bis zu 50 Meter breit, hat eine Grundfläche von über 300 Quadratmetern und eine lichte Höhe von bis zu 20 Metern. Sie ist damit die größte steinzeitliche Wohnhöhle in Veringenstadt. An den rauen Felswänden dringt krautartige Vegetation bis zu sechs Meter in das Höhleninnere, da durch den hohen Eingang das Sonnenlicht weit in die Höhle dringen kann.
Auf der gegenüberliegenden Talseite liegt auf gleicher Seehöhe die Göpfelsteinhöhle.

## Entstehung
Die Entstehung der Höhle begann an einer Klüftung oder Gesteinsstörung. Nachdem sich die Kluftweite verdoppelte, konnte achtmal so viel Wasser hindurchfließen und es kommt zu einer sich selbst verstärkenden Wirkung. Reines Wasser löst nur wenig Kalk, jedoch mit Kohlendioxid aus der Luft und aus dem Humus des Bodens entsteht im Wasser Kohlensäure, die nun aggressiv auf den Kalkstein einwirkt. Durch Korrosion wird das Gestein weich und das Deckgestein der Höhle fällt herab. Ton- und Eisenmineralien aus dem Kalkstein bleiben als Lehm zurück. Am Ende der Tertiärzeit (vor rund 140 Mio. Jahren) wurde die Nikolaushöhle von der Urlauchert angeschnitten.

## Forschungsgeschichte
Analog der Forschungsgeschichte der Göpfelsteinhöhle.
Adolf Achenbach hatte schon im Jahr 1856 die Höhle als „Nicolaushöhle“' erwähnt und durch ihre Abmessungen beschrieben, später im 19. Jahrhundert wurde sie mehrmals untersucht. Ihre Bedeutung als altsteinzeitliche, von Menschen begangene und von Höhlenbären genutzter Ort wurde erst bei der eingehenden Sondierung von Eduard Peters im Jahr 1934 erkannt. Die eigentliche Ausgrabung führte er in den Jahren 1935 bis 1937 durch. Erschwert wurden seine Ausgrabungsarbeiten in der Nikolaushöhle durch die zum Teil gewaltigen Deckenabbrüche und die Einschwemmungen von Bodenmassen der Albhochfläche durch die Schlote. Bei ihrer Lage am Nordhang bildet der mit Felsblöcken gespickte Boden eine zähe, schwer zu zerlegende Lehmmasse. Bei seinen Grabungen in der Nikolaushöhle hat Eduard Peters drei Kubikmeter pleistozäne Nagetierschicht in der von ihm entwickelten Schlämmanlage in der Lauchert vorbildlich durchgearbeitet. Dabei hat er mehrere tausend Skelett-Teile gesichtet.

## Knochenfunde
Zahlreiche Skelettreste belegen, dass die Nikolaushöhle während der letzten Eiszeit vor 120.000 bis 10.000 Jahren über Jahrtausende von Höhlenbären als Winterschlafquartier aufgesucht wurde.
Aus der Analyse der Knochenfunde ging hervor
Versteinerungen
- Ortsfremde Belemniten-Stücke in großer Zahl

Insektenfresser
- Maulwurf (Talpa europaea)
- Spitzmaus unbestimmt (Soricidae indet.)
- Waldspitzmaus (Sorex araneus)
- Zwergspitzmaus (Sorex minutus)
- Wasserspitzmaus (Neomys fodiens)

Fledertiere
- Fledermäuse unbestimmt (Chiroptera indet.)
- Braune Langohrfledermaus (Plecotus auritus)

Raubtiere
- Höhlenbär (Ursus spelaeus Bl.)
- Höhlenhyäne (Hyaena spelaea Cuv.)
- Rotfuchs (Vulpes vulpes)
- Rotfuchs oder Eisfuchs (V. vulp. vel Alopex lagopus)
- Waldiltis (Mustela putorius)
- große Iltisform (Must. putorius var. Robusta)
- Hermelin (Mustela erminea)
- Mauswiesel (Mustela nivalis)
- Zwergmauswiesel (Mustela nivalis var. Minuta)

Pflanzenfresser
- Wildpferd (Equus germanicus Nehr.)
- Ren (Rangifer tarandus l.)
- Mammut (Elephas primigenius Bl.)
- Wollnashorn (Coelodonta antiquitatis)

Nagetiere
- Großer Ziesel (Spermophilus superciliosus)
- Haselmaus (Muscardinus aveilanarius)
- Siebenschläfer (Glis glis)
- Hausratte (Rattus rattus)
- Maus (Apodemus sp.)
- ähnl. Gelbhalsmaus (Apodemus cf. flavicoliis)
- Waldmaus (Apodemus sylvaticus)
- Feldhamster (Cricetus cricetus)
- Dsungarischer Zwerghamster (Phodopus sungorus)
- Rötelmaus (Clethrionomys glareolus)
- Lemming-Art (Dicrostonyx sp.)
- Halsbandlemming (Dicrostonyx gulielmi)
- Schermausart (Arvicola sp.v)
- Schneemaus (Microtus nivalis)
- Feldmaus/Erdmausgruppe (Microtus arvalis/agrestisv)
- Erdmaus (Microtus agrestis)
- Schmalkopf-Wühlmaus (Microtus gregalis)
- Nordische Wühlmaus (Microtus oeconomus)
- Waldbirkenmaus (Sicista betulina)

Hasentiere
- Hasenart (Lepus sp.)
- Steppenpfeifhase (Ochotona pusilla)

## Nachgewiesene Kulturepochen

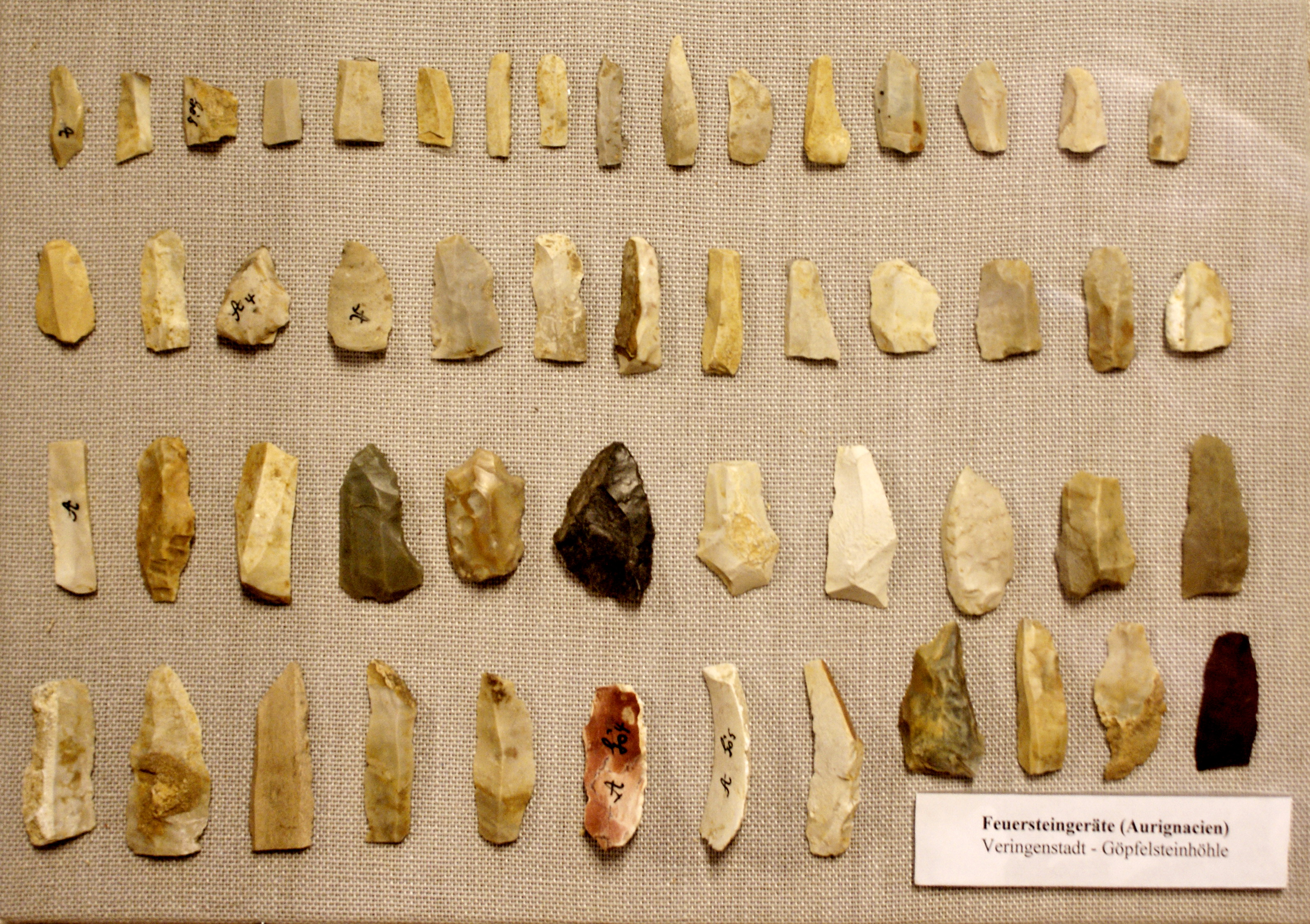
Aurignacien-Feuersteingeräte. Fundstücke aus der Göpfelsteinhöhle und der Nikolaushöhle im Heimatmuseum Veringenstadt.

Siedlungsfunde der Nikolaushöhle weisen folgende Kulturepochen nach:

### Moustérien/Altsteinzeit (ca.120.000 bis40.000v.Chr.)
Die Altsteinzeit umfasst die Entwicklungsstufen des Eiszeitmenschen, dessen Geräte in der älteren Stufengruppe aus Feuerstein und in der jüngeren Stufengruppe aus Feuerstein im Knochen bestehen. Die verschiedenartigen Formen der Geräte ermöglichte einzelne Kulturstufen einzuteilen. Die älteste Form ist der Faustkeil, ein aus dem Feuersteinknollen herausgehauenes Universalgerät. Die Faustkeilkultur wird abgelöst durch eine Kultur, in der die Abschläge von den Feuersteinknollen zu Sondergeräten umgearbeitet werden, ohne dass aber für diese feste Formen geschaffen werden; ausschlaggebend ist also nur die Funktion. Die jüngere Kulturgruppe bilden die Klingenkulturen. Jetzt werden die Feuersteinknollen erst derart zugerichtet, dass von den verbliebenen Kernen schmale oder breitere, mehr oder weniger rechteckige Späne (Klingen) abgehauen werden können, den Zwischenfabrikaten für die Mehrzahl der Geräte überhaupt. Die Vervollkommnung der Feuersteingeräte hat damit ihren Höhenpunkt erreicht, das Gleiche gilt für die Knochengeräte, zu denen das Rentiergeweih den Werkstoff lieferte. Die Faustkeil-, Abschlag- und Klingenkulturen haben auch rassisch verschiedene Vertreter. Die Abschlagkultur kennzeichnet den Neandertalmenschen, während die Träger der Klingenkulturen der Aurignac- und der Cro-Magnon-Mensch sind.
Fundstücke in der Nikolaushöhle:
- Feuersteinwerkzeuge

Eduard Peters nimmt an, dass es sich um eine Menschengruppe handelte, die den Leuten vom Petersfels im Hegau sehr nahegestanden haben müssen, da dort vergleichbare Schmuckstücke aus Kohle gefunden wurden.

### Aurignacienkultur (ca.40.000 bis31.000v.Chr.)
In dieser Zeit erfolgte die Ausbreitung des Menschen (Homo sapiens) in weiten Teilen West-, Mittel- und Osteuropas. Auch der moderne Aurignac-Mensch scheint in der Nikolaushöhle gerastet zu haben, vielleicht nur, um den Höhlenbären nachzugehen, von denen zahlreiche Reste gefunden wurden.

## = Magdalénienkultur (ca.18.000 bis12.000v.Chr.)
Die Funde wurden aus Schlämmungen gewonnen, so dass auch kleinste Silexabsplisse gezählt werden: 114 Silices einschließlich 91 Absplisse. Unter den Fundstücken befinden sich Klingen mit Kerben, Kratzer mit Kerben, Bohrer, Mittelstichel, Eckstichel, Gravette-Spitzen, Kohleperlen, Bruchstück eines Lochstabs aus Rengeweih (evtl. Kultstab). Im Jungpaläolithikum und Mesolithikum ist dies ein verbreiteter Fundgegenstand. Ebenso wurde eine Jagdpfeife aus Rentierphalange (Rentierzehenknochen) gefunden. Bei den Ammoniten handelt es sich um kleine Hecticoceraten aus dem Oberen Braunjura (der Balinger Gegend?), die im Zentrum eine natürliche Durchbohrung haben. Ob es sich um Anhänger handelt, kann deshalb nicht festgestellt werden.

### Neolithikum (Jungsteinzeit ab ca.12.000v.Chr.)
In dieser Zeit erfolgte der Übergang von Jäger- und Sammlerkulturen zu sesshaften Bauern mit domestizierten Tieren und Pflanzen.
Nach dem Charakter einer graugelben Tuffschicht muss die Höhle zu dieser Zeit ziemlich feucht gewesen sein.
Erst im spätesten Neolithikum setzten sich kleine Horden viehzüchtender Siedler da und dort auf der Hochfläche fest. Es waren zum Teil Angehörige einer bandkeramischen Mischkultur vom Rössen-Großgartacher Typus.
Da die Nikolaushöhle sehr geräumig ist, eignete sie sich zum Unterstellen von Haustieren, die unmittelbar über der Höhle gute Weidegründe fanden. Wie die Streuung der Kulturreste sowie die Lage einer Feuerstelle zeigen, siedelten die Menschen jener Zeit im vorderen Drittel der Höhle. Die von ihnen hinterlassenen Kulturreste bestehen hauptsächlich aus groben unverzierten Scherben und feinerer Ware mit typischen Gitter- und Schnittmustern der Schussenrieder Kultur. An Steinwerkzeugen fanden sich ein schön gearbeitetes Rechteckbeil (T. IV, 2), dazu das Fragment eines ähnlichen Stücks, ein spitznackiges Beil (T. IV, 1) und der abgebrochene Nacken eines zweiten Beils dieser Art. Außerdem ergab die Grabung eine Feuersteinpfeilspitze (mit Erdpechspuren) und zwei Klingenkratzer. Mit dem Abzug der Schussenrieder Leute blieb die Höhle für lange Jahrhunderte, die ganze Hügelgräberbronzezeit über, unbesiedelt.
Fundstücke in der Nikolaushöhle:
- spitznackiges Beil
- Rechteckbeil
- Hammeraxt

### Bronzezeitkultur (ca.2200 bis800v.Chr.)
Die starke Besiedlung der Höhlen in Veringenstadt während der Spätbronzezeit steht wohl im Zusammenhang mit den großen Völkerverschiebungen dieser Epoche im mitteleuropäischen Raum, die auch der Alb neue Zuwanderer brachte: die Urnenfelderleute. Angehörige dieses Stammes, in dem vermutlich die Hügelgräberleute kulturell und anthropologisch aufgingen, viehzüchtende Bauern, besetzten die Höhlen um Veringenstadt, die ihnen wohl weniger zum Wohnen als zum Unterstellen ihrer Herden geeignet schienen. Die stärkste Besiedlung hat, nach der vorgefundenen Scherbenmenge, die Nikolaushöhle erfahren. Der größere Teil der Keramik wurde sicher an Ort und Stelle hergestellt (ein hartgebranntes Bewurfstück macht das Vorhandensein eines Töpferofens wahrscheinlich). Die spätbronzezeitliche Töpferware lässt sich in zwei Gruppen einteilen, in die Grob- und Feinkeramik. Der Ton der großen Vorratsgefäße ist mit groben Kalkstücken, der der Feinware mit feineren pleistozänen Sanden gemagert. Scharfe Ausarbeitung der Profile, gleichmäßige Rundung der Gefäßmündung und Dünnwandigkeit vieler Scherben sprechen für das hohe keramische Können der Töpferinnen jener Zeit. Folgende Gefäßtypen werden unterschieden: große, mittelgroße und kleine Urnen mit scharf abgesetztem Trichterhals (selten Urnen mit Zylinderhals), halbkugelige Schalen, Schüsseln mit scharf profiliertem, ausladendem Rand und graphitierte Kleingefäße. Die Ornamentik ist rein geometrisch. Wie gewöhnlich dominieren an den Vorratsgefäßen einfache Fingereindrücke oder Tonleisten mit Fingertupfen und Querstrichen. Die kleineren Urnen zeigen außer einfachen Ritzornamenten kommaförmige Eindrücke, die mit kantigen Holzstäbchen ausgeführt wurden. Hängende Dreiecke sind selten, häufig dagegen Riefenornamente aller Art, an der gröberen und an der feineren Ware. Besonders exakt geführt sind diese Riefen an der Feinkeramik. Ihre Anordnung ist hier nicht nur horizontal und girlandenförmig, sondern auch vertikal, so eine Aufteilung der Gefäßschulter in Metopenfelder anbahnend. Die vorzüglich gearbeiteten Bandhenkel der Gefäße setzen, wie gewöhnlich in der Spätbronzezeit, hart am Rand an. Erwähnt seien noch sechs Spinnwirtel, die nach Form und Verzierung wohl alle spätbronzezeitlich sind. In den Hauptzügen deckt sich die spätbronzezeitliche Töpferei der Nikolaushöhle mit den zeitlich entsprechenden Funden des Lochenstein bei Balingen. Im Wesentlichen sind es dieselben Formen, nur dass in der Nikolaushöhle die halbkugeligen Schalen stärker vertreten sind. Auch der Formenreichtum der Schüsseln ist in der Nikolaushöhle größer. In dem nicht selten vorkommenden Kerbschnitt kann das kulturelle Erbgut der Hügelgräberbronzezeit gesehen werden. Riefen- und Rillenverzierung, horizontal oder girlandenartig geführt, sind für die östliche der beiden spätbronzezeitlichen Stilgruppen bezeichnend.
Von besonderem Interesse sind die Bronzefunde der Nikolaushöhle. Es handelt sich um zwei Messer, eine Nadel, drei Ringe und ein Fibelfragment. Das Messer ist typisch für die Urnenfelderstufe (Stufe B). Die Ringe, deren Querschnitt dreikantig ist, gehören in dieselbe Zeit; aus ähnlichen Ringen ist das prachtvolle Schmuckgehänge vom Hohenneuffen gearbeitet. Der (Vasen-?) Kopf der 22 Zentimeter langen Nadel ist leider abgebrochen; ihr Alter ist sicher ebenfalls spätbronzezeitlich.
Auch die übrigen Höhlen um Veringenstadt waren, nach den vorliegenden Scherbenfunden, in dieser Periode besetzt: der naheliegende Überhang des Schafstall, die Göpfelstein- und Annahöhle, sowie der Brechfels.
Erwähnt sei an dieser Stelle auch der nur ein Kilometer nördlich gelegene große Urnenfelderfriefhof Deutstetten.

### Hallstattzeit etwa 800 bis450v.Chr. (ältere vorrömische Eisenzeit)
Im Gegensatz zu der Masse der bronzezeitlichen Funde steht die geringe Anzahl der früheisenzeitlichen Reste. Nur wenige Scherben der Nikolaushöhle lassen sich möglicherweise dahin bestimmen. Die schwache Besiedlung der Nikolaushöhlen während der Hallstattzeit ist vermutlich auf klimatische Einflüsse zurückzuführen. Die Früheisenzeit bedeutet für Süddeutschland einen Höhepunkt des atlantischen Klimas, das heißt ein starkes Ansteigen der Niederschläge. Stärkere Regenfälle mussten vor allem die Besiedlung der Nikolaushöhle erschweren, deren zerklüftetes Dach besonders wasserdurchlässig ist.

### Keltische Zeit (ab ca.480v.Chr. bis0)
Eine Neubesiedlung der Nikolaushöhle blieb auch in der folgenden Latènezeit zunächst aus. Die Alb ist in den mittleren Latène-Stufen nur schwach besiedelt, im Gegensatz zum nördlichen Württemberg, das dicht mit keltischen Siedlungen besetzt ist. Erst in spät-keltischer Zeit (d. h. im letzten Jahrhundert vor Christus) mehren sich auf der Alb wieder Siedlungsfunde. In den donaunahen Teilen kommt es zur Anlage von Viereckschanzen, die als befestigte, spätkeltische Bauernhöfe gedeutet werden. Die Kamm- und Besenstrichkeramik dieser Anlagen findet sich auch in vielen Albhöhlen. Besonders die Nikolaushöhle und die Göpfelsteinhöhle haben keramische Reste dieser Zeit in reichlichem Maße geliefert. Neben Scherben mit grobem Zierstrich ergab die Nikolaushöhle auch solche mit auffallendem Feinstrich, dessen Ausführung ein besonderes Instrument erforderte. Kurz vor dem Abschluss der Grabung des Jahres 1935 wurde in der Nikolaushöhle ein spatelförmiger Gegenstand aus Eisen geborgen, dessen Vorderrand scheinbar kammartig gezähnt ist. Die nähere Untersuchung ergab aber, dass die Zähnung nur einseitig und nicht wie bei einem Kamm durchgehend ist. Dieses Werkzeug wurde in Eisen rekonstruiert und Versuche auf lederhartem Ton ergaben, dass sich damit feine Kammstrichornamente ausführen lassen. Ein Vergleich zeigte, dass hier das Töpferinstrument vorliegen muss, mit dem einst der Zierstrich der Scherben ausgeführt wurde.
Neben handgearbeiteten Gefäßen kommt die gewöhnliche Scheibenware vor, die jeweils sehr hart gebrannt ist und zur Gebrauchskeramik der römischen Provinzialzeit überleitet. Innerhalb dieser Gruppe fallen neben der üblichen grauen Keramik hellrote Scherben mit Weißbemalung auf. Es handelt sich dabei um die bemalte Ware der Spätlatènezeit, die auch in römischer Zeit noch in Benutzung war. Von Ebingen und Rottweil sind ganze Gefäße dieser Art bekannt. Die Bewohner der Nikolaushöhle waren sicher auch in spätkeltischer Zeit Hirten, deren Wohngehöfte in der näheren Umgebung gelegen sein dürften.
- Spinnwirtel
- Kammstrichware der Spätlatènezeit
- bemalte spätkeltische Scherben

### Römische Kultur
Die Wirtschaftsform der Albbewohner hat sich auch nach der römischen Besetzung kaum geändert. Es ist daher nicht verwunderlich, wenn die Nachkommen der Spätlatèneleute die Höhlen weiterhin zum Unterstellen ihres Viehs benützen oder die Grotten sogar selbst bewohnen. Sie hinterließen die üblichen keramischen Reste: gelb rote und graue Gebrauchsware, Stücke von Reibschalen und Terra Sigillata. Siggilatareste sind aus Albhöhlen nur wenig bekannt. Zwei dunkelrote Bruchstücke aus der Nikolaushöhle gehörten zu einer Schale, deren Oberfläche mit Vogeldarstellungen geschmückt war. Neben der dunkelroten Ware, die wohl aus Rheinzabern stammt, fanden sich auch hellrote Stücke ostgallischer Herkunft. Ferner kleine Fragmente einer in Barbotinetechnik verzierten Schale(?), sowie Bruchstücke eines Topfsteingefäßes (Lokalbezeichnung für Talk) und eines rätischen Faltenbechers.

### Mittelalter
Nach der römischen Zeit blieb die Göpfelsteinhöhle lange Jahrhunderte, die ganze alamannische Zeit über, unbesiedelt. Dagegen konnte eine ganze Anzahl von Scherben dem Mittelalter (11.–12. Jahrhundert) zugewiesen werden. Bis in das 19. Jahrhundert, das heißt bis zum Rückgang der Schafzucht auf der Alb, wurden die Höhlen noch als Viehställe benützt.

## Fundverbleib
- Heimatmuseum Veringenstadt im Obergeschoss des Rathauses Veringenstadt: Fundstücke von Steingeräte und Abfall ihrer Produktion (Silices)
- Hohenzollerischen Landesmuseum in Hechingen: Fundstücke von Steingeräte und Abfall ihrer Produktion (Silices).
- Staatliches Museum für Naturkunde Stuttgart: Fauna
- Sammlung der Universität Erlangen: Silices und Fauna[7]